# HD 32340
HD 32340은 N11a를 이온화 시키는 N11의 O형 주계열성이자, 쌍성이다.

## 같이 보기
- 대마젤란 은하